# 成田静司
成田 静司（なりた せいじ）は、日本の元卓球選手。現役時代は日本代表として世界卓球選手権、アジア競技大会卓球競技に出場した。ペンホルダーによるカット主戦型のプレースタイルで活躍した。

## 経歴
1952年と翌年、国民体育大会卓球競技高校の部で青森県代表として2年連続優勝。
1954年度、全日本卓球選手権大会ジュニアの部で優勝。
日本大学在学中の1957年度、全日本選手権ではシングルス決勝で坂井昭一を3-0で破り初優勝。
1958年度、東京で開催されたアジア大会ではシングルスで銅メダル、大川とみと出場した混合ダブルスで銅メダル、団体で銀メダル。全日本学生卓球選手権大会男子シングルスで優勝。全日本選手権ではシングルス決勝で星野展弥を3-1で破り2度目の優勝。小倉喜八郎と出場した男子ダブルスで山本義徳 / 石橋征組に0-2で敗れ準優勝。
1959年度、ドルトムント (西ドイツ) で行われた世界選手権では星野と出場した男子ダブルスで準々決勝敗退。山泉和子と出場した混合ダブルスで16強。団体で星野、村上輝夫、荻村伊智朗とともに金メダル。

## 表彰
- 朝日スポーツ賞 – 1959年[8]